# El Kilo
El Kilo – trzeci album zespołu Orishas. Wydany 29 marca 2005 roku, przez Universal.

## Lista utworów
1. "Nací Orishas" – 4:53
2. "Distinto" – 4:04
3. "Elegante" – 3:59
4. "El Kilo" – 4:26
5. "Que Se Bote" – 4:14
6. "Reina De La Calle" – 4:24
7. "Bombo" – 3:31
8. "Al Que Le Guste" – 4:25
9. "Amor Al Arte" – 4:05
10. "Tumbando Y Dando" – 3:12
11. "La Calle" – 3:27
12. "Stress" – 4:04
13. "La Vacuna" – 4:06
14. "Quien Te Dijo" – 3:04